# 長沢温泉
長沢温泉（ながさわおんせん）は山口県山口市（旧国周防国）にある温泉。

## 泉質
単純寂放射能冷鉱泉（ラドン含有量62.3×10⁻10 Ci/kg）。

## 周辺環境
国道2号沿いにあるドライブイン「長沢ガーデン」にて入浴できる（日帰り入浴可）。同施設では食事のほか宿泊も可能。付近には長沢池や大村益次郎の墓といった史跡がある。

## アクセス
- 山陽自動車道山口南インターチェンジから国道2号を防府方面へ。
- JR山陽本線四辻駅から防長バス「長沢温泉前」で下車。